# Metuisela Talebula

a Compétitions nationales et continentales officielles uniquement.

b Matchs officiels uniquement.
Dernière mise à jour le 5 août 2022.
Metuisela Talebulamaijaina, né le 20 mai 1991 à Lautoka, est un joueur fidjien de rugby à XV qui évolue au poste d'arrière ou ailier. Il joue au sein de l'effectif de l'Union Bordeaux Bègles de 2012 à 2018. Joueur polyvalent, notamment du fait de sa formation au rugby à sept, il peut couvrir tous les postes arrière.

## Biographie
Metuisela Talebula est sélectionné pour la première fois avec l'équipe des moins de 20ans des Fidji pour la Coupe du monde junior de 2011, marquant notamment 3 essais. Les Fidji terminent 6e, leur meilleur classement à ce jour dans cette compétition. Revenant au Rugby à sept, il contribue largement à la victoire fidjienne au Tournoi Gold Coast Seven 2011, puis à celles du Tournoi Hong-Kong Seven 2012 et Tournoi London Seven 2012. Par deux fois dans les tournois de la saison 2011-2012 de l'IRB Seven, il termine meilleur marqueur, d'abord au tournoi de Hong-kong puis à celui d'Écosse.
En 2012, il rejoint pour la première fois l'Équipe des Fidji de rugby à XV, à l'occasion de la Pacific Nations Cup 2012. Il connaît son premier match contre l'Écosse au Churchill Park de Lautoka, le 16 juin, et en profite pour inscrire son premier essai. Pour son deuxième match, il inscrit deux essais contre les Tonga. À l'occasion de la saison 2012-2013 du Top 14, il termine 4e meilleur marqueur d'essais, avec 8 réalisations, à cinq unités de son compatriote Napolioni Nalaga. Il termine meilleur marqueur du top 14 lors de la saison 2013-2014 avec 15 réalisations.
En juillet 2018, il signe un contrat de deux ans avec l'Aviron bayonnais. Il se relance en janvier 2021 en signant en tant que joker médical au SA XV Charente Rugby.
En 2022, il rejoint le RC Aubenas Vals relégué dans le nouveau championnat de Nationale 2.

## Palmarès
- Champion de France de Pro D2 en 2019
- Vainqueur du barrage de Champions Cup avec l'UBB face à Gloucester sur le score de 23 à 22. Il a inscrit un doublé à l'occasion de ce même match.

- Meilleur marqueur d'essai du Top 14 2013-2014 avec 15 essais.

## Statistiques en équipe nationale
- Equipe des Fidji : 25 sélections : 73 points (treize essais, une pénalité, une transformation, un drop). Sélections par année : 1 en 2011, 4 en 2012, 2 en 2013, 6 en 2014, 7 en 2015, 3 en 2016 et 3 en 2018.

- Équipe des Fidji des moins de 20 ans :  5 sélections 18 points : quatre essais, une pénalité, une transformation.